# Clara Segura
Pour les articles homonymes, voir Segura.
Clara Segura Crespo, née à Sant Just Desvern le 6 mai 1974, est une actrice catalane.

## Biographie
Clara Segura naît dans les années 1970 à Sant Just Desvern, dans la banlieue de Barcelone.
En 1996, elle est diplômée de l'Institut del Teatre. En 2018, elle joue le rôle d'Hilda Weiss dans le film Mirage,  thriller fantastique réalisé par Oriol Paulo.
En 2023, elle joue le rôle de Diana dans le film Creatura d'Elena Martín Gimeno.
En 2024, elle fait partie du casting de Casa en flames de Dani de la Orden et de El 47 de Marcel Barrena.

## Distinctions
- Prix Margarida Xirgu (2005)[5]
- Croix de Saint-Georges (2024)[6]
- Prix Gaudí 2025 : meilleure actrice[7] dans un second rôle pour El 47[8]
- Prix Goyas 2025 : meilleure actrice dans un second rôle pour El 47[9]